# Frauenneuharting
Frauenneuharting település Németországban, azon belül Bajorországban. Lakosainak száma 1577 fő (2023. december 31.). Frauenneuharting Steinhöring, Ebersberg, Grafing bei München, Aßling és Emmering (Landkreis Ebersberg) községekkel határos.

## Népesség
A település népessége az elmúlt években az alábbi módon változott:
| Lakosok száma | 794  | 1526 | 1088 | 1115 | 1501 | 1504 | 1571 | 1534 | 1566 | 1577 |
|               | 1875 | 1950 | 1975 | 1987 | 2012 | 2014 | 2016 | 2017 | 2021 | 2023 |